# Campo di forze
In fisica, un campo di forze è un campo vettoriale che descrive la presenza di una forza in ogni punto dello spazio. Si tratta di una funzione che associa ad ogni posizione un vettore che ha l'intensità e la direzione della forza. 
Il campo di forze è un oggetto introdotto nel corso del XVIII secolo per descrivere l'interazione a distanza tra oggetti. L'idea di un'azione a distanza è stata a lungo un tema dibattuto tra i fisici, e lo stesso Isaac Newton scrisse in una lettera a Richard Bentley:
( Isaac Newton, Four letters from Sir Isaac Newton to Doctor Bentley, containing some arguments in proof of a deity, Londra, R. e J. Dodsley, 1752.)

## Campo gravitazionale
Nel caso della forza di gravità si suppone ad esempio che un corpo dotato di massa modifichi lo spazio intorno a sé, definendo in ogni punto (specificato da un vettore posizione {\displaystyle {\vec {r}}})  un vettore di campo {\displaystyle {\vec {F}}({\vec {r}})} in modo tale che un altro corpo che si trovi nel punto {\displaystyle {\vec {r}}} risenta di tale campo e vari la sua traiettoria di conseguenza. Tale campo è un campo vettoriale.

## Campo elettromagnetico

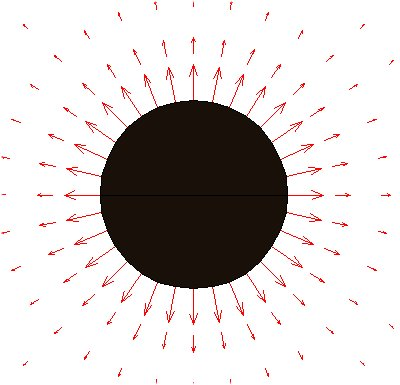
Campo di forze generato da una sfera dotata di carica elettrica positiva

La stessa cosa avviene nel caso della forza elettrica, con la differenza che in questo caso si possono avere forze sia attrattive (tra cariche di segno opposto) che repulsive (tra cariche dello stesso segno). Il grafico a fianco rappresenta il campo di forze generato da una sfera carica positivamente con una carica Q su un'eventuale altra carica esploratrice/di prova q che si dovesse trovare nei vari punti dello spazio (il campo è naturalmente tridimensionale ed il grafico rappresenta il campo su un piano passante per il centro della sfera). In ogni punto dello spazio è definito un vettore forza; il vettore è diretto radialmente ed il suo modulo è inversamente proporzionale al quadrato della distanza dal centro della sfera, e direttamente proporzionale alla carica generatrice. In elettrostatica si preferisce tuttavia utilizzare il campo elettrico in luogo della forza, definito come la forza per unità di carica esploratrice (tale campo ha il vantaggio di dipendere solo da Q [carica generatrice] e non da q [carica esploratrice/di prova], come si può dimostrare sostituendo la formula per la forza di Coulomb all'interno dell'equazione fondamentale del campo elettrico).

## Nella fantascienza
Nella fantascienza con "campo di forza" si definisce uno scudo energetico, come uno scudo deflettore.